# Статья 5 Конвенции о защите прав человека и основных свобод
Статья 5 Европейской конвенции о правах человека (сокращенно - статья 5 ЕКПЧ) предусматривает, что каждый имеет право на свободу и личную неприкосновенность. Свобода и личная неприкосновенность понимаются как "составное" понятие - личная безопасность не подлежала отдельному толкованию Судом.
Статья 5 – Право на свободу и личную неприкосновенность
1. Каждый имеет право на свободу и личную неприкосновенность. Никто не может быть лишен свободы иначе как в следующих случаях и в порядке, установленном законом:
a. законное содержание под стражей лица, осужденного компетентным судом;
b. законное задержание или заключение под стражу (арест) лица за неисполнение вынесенного в соответствии с законом решения суда или с целью обеспечения исполнения любого обязательства, предписанного законом;
c. законное задержание или заключение под стражу лица, произведенное с тем, чтобы оно предстало перед компетентным органом по обоснованному подозрению в совершении правонарушения или в случае, когда имеются достаточные основания полагать, что необходимо предотвратить совершение им правонарушения или помешать ему скрыться после его совершения;
d. заключение под стражу несовершеннолетнего лица на основании законного постановления для воспитательного надзора или его законное заключение под стражу, произведенное с тем, чтобы оно предстало перед компетентным органом;
e. законное заключение под стражу лиц с целью предотвращения распространения инфекционных заболеваний, а также законное заключение под стражу душевнобольных, алкоголиков, наркоманов или бродяг;
f. законное задержание или заключение под стражу лица с целью предотвращения его незаконного въезда в страну или лица, против которого принимаются меры по его высылке или выдаче.
2. Каждому арестованному незамедлительно сообщаются на понятном ему языке причины его ареста и любое предъявляемое ему обвинение.
3. Каждый задержанный или заключенный под стражу в соответствии с подпунктом „с“ пункта 1 настоящей статьи незамедлительно доставляется к судье или к иному должностному лицу, наделенному, согласно закону, судебной властью, и имеет право на судебное разбирательство в течение разумного срока или на освобождение до суда. Освобождение может быть обусловлено предоставлением гарантий явки в суд.
4. Каждый, кто лишен свободы в результате ареста или заключения под стражу, имеет право на безотлагательное рассмотрение судом правомерности его заключения под стражу и на освобождение, если его заключение под стражу признано судом незаконным.

5. Каждый, кто стал жертвой ареста или заключения под стражу в нарушение положений настоящей статьи, имеет право на компенсацию.

## История
Статья 5 обеспечивает право на свободу и безопасность при условии только законного ареста или содержания под стражей при определенных других обстоятельствах, таких как арест по подозрению в преступлении или тюремное заключение во исполнение приговора. Статья также предусматривает право быть проинформированным на понятном каждому языке о причинах ареста и любом предъявленном им обвинении, право на незамедлительный доступ к судебному разбирательству для определения законности ареста или задержания и к судебному разбирательству в разумные сроки либо освобождение до суда, а также право на компенсацию в случае ареста или содержания под стражей в нарушение настоящей статьи.
- Magna Carta
- Закон о хабеас корпус 1679 г.
- Entick v. Carrington
- Пятая поправка к Конституции США

## Прецедентное право
- HL против Соединенного Королевства , 2004 г. - Приложение № 45508/99; 40 EHRR 761
- Ассанидзе против Грузии, Прил. № 71503/01 (Eur. Кт. HR 8 апреля 2004 г.)

## Внешние ссылки
- Руководство по реализации статьи 5 Европейской конвенции о правах человека ( PDF )
- Руководство по статье 5. Право на свободу и безопасность в соответствии с